# Cinematronics, LLC
Cinematronics, LLC (также известен, как Maxis South и просто Cinematronics) — бывшая техасская компания по разработке компьютерных игр, основанная в 1994 году Дэвидом Стаффордом, Майком Сэндижем и Кевином Глинером. Они разработали Tritryst для Virgin Interactive, Full Tilt! Pinball для Maxis и Jack Nicklaus 4 для Accolade. Стол Space Cadet из Full Tilt! также был включён в Microsoft Plus 95 и несколько версий Microsoft Windows.
Maxis купила компанию в 1996 году и переименовала её в Maxis South; на тот момент, в компании Cinematronics работали 13 сотрудников. Как Maxis South, они разработали Marble Drop и неизданную игру типа Diablo под названием Crucible. Вскоре, студия была закрыта, а сотрудники были уволены, когда Maxis была приобретена Electronic Arts в 1997 году.

## Разработанные игры

### Cinematronics, LLC
- ноябрь 1995 — Tritryst (издано Virgin Interactive)
- 31 октября 1995 — Full Tilt! Pinball
- 13 марта 1996 — Full Tilt! 2 Pinball (издано Maxis)
- 28 февраля 1997 — Jack Nicklaus 4[англ.] (издано Accolade[8])

### Maxis South
- 30 марта 1997 — Marble Drop[англ.] (издано Maxis)
- 1997 — Crucible (неизданная игра)